# Nanette Burstein
Pour les articles homonymes, voir Burstein.
Nanette Burstein, née le 23 mai 1970 à Buffalo (État de New York), est une réalisatrice, scénariste et productrice américaine.

## Biographie
Formation à la Tisch School of the Arts.

## Filmographie partielle

### Comme réalisatrice

#### Cinéma
- 1999 : On the Ropes (co-réalisé avec Brett Morgen)
- 2002 : The Kid Stays in the Picture
- 2008 : American Teen
- 2010 : Trop loin pour toi (Going the Distance)
- 2015 : The Creators
- 2020 : Hillary
- 2024 : Elizabeth Taylor : Les Enregistrements perdus (Elizabeth Taylor: The Lost Tapes)

#### Télévision
- 2000 : The Investigators (série télévisée)
- 2001 : Say It Loud: A Celebration of Black Music in America (série télévisée)
- 2012 : New Girl (série télévisée)
- 2012 : Don't Trust the B---- in Apartment 23 (série télévisée)
- 2013 : The Carrie Diaries (série télévisée)
- 2014 : 30 for 30 (série télévisée)
- 2016 : Gringo: The Dangerous Life of John McAfee

## Distinctions
- 2000 : Directors Guild of America Award pour On the Ropes